# Astrid Engelbrecht
Astrid Theodora Augusta Engelbrecht, född 10 juli 1878 i Tyska församlingen i Stockholm, död där i Hedvig Eleonora församling 7 maj 1946, var en svensk skådespelare.
Engelbrecht gjorde sin första och enda filmroll 1912 i Paul Garbagnis I livets vår där hon gjorde rollen som änkan Sara Andersson. Hon var även verksam vid Stora teatern i Göteborg.

## Filmografi
- 1912 – I lifvets vår